# Ісландія на Чемпіонаті світу з водних видів спорту 2015
Ісландія взяла участь у Чемпіонаті світу з водних видів спорту 2015, який пройшов у Казані (Росія) від 24 липня до 9 серпня.

## Плавання
Ісландські плавці виконали кваліфікаційні нормативи в дисциплінах, які наведено в таблиці (не більш як 2 плавці на одну дисципліну за часом нормативу A, і не більш як 1 плавець на одну дисципліну за часом нормативу B):
Чоловіки
| Спортсмен         | Дисципліна   | Попередній заплив | Попередній заплив | Півфінал        | Півфінал        | Фінал           | Фінал           |
| Спортсмен         | Дисципліна   | Час               | Місце             | Час             | Місце           | Час             | Місце           |
| ----------------- | ------------ | ----------------- | ----------------- | --------------- | --------------- | --------------- | --------------- |
| Антон Свейн Маккі | 100 м брасом | 1:00.53           | 19                | Завершив виступ | Завершив виступ | Завершив виступ | Завершив виступ |
| Антон Свейн Маккі | 200 м брасом | 2:10.21 NR        | 10 Q              | 2:10.79         | 13              | Завершив виступ | Завершив виступ |

Жінки
| Спортсменка                                                                               | Дисципліна                       | Попередній заплив | Попередній заплив | Півфінал         | Півфінал         | Фінал            | Фінал            |
| Спортсменка                                                                               | Дисципліна                       | Час               | Місце             | Час              | Місце            | Час              | Місце            |
| ----------------------------------------------------------------------------------------- | -------------------------------- | ----------------- | ----------------- | ---------------- | ---------------- | ---------------- | ---------------- |
| Ейглоу Оуск Густафсдоуттір                                                                | 50 м на спині                    | 28.75             | 23                | Завершила виступ | Завершила виступ | Завершила виступ | Завершила виступ |
| Ейглоу Оуск Густафсдоуттір                                                                | 100 м на спині                   | 1:00.25 NR        | 9 Q               | 1:00.69          | 15               | Завершила виступ | Завершила виступ |
| Ейглоу Оуск Густафсдоуттір                                                                | 200 м на спині                   | 2:09.16           | =4 Q              | 2:09.04          | 7 Q              | 2:09.53          | 8                |
| Йоханна Густафсдоттір                                                                     | 100 м батерфляєм                 | 1:02.43           | 43                | Завершила виступ | Завершила виступ | Завершила виступ | Завершила виступ |
| Бріндіс Хансен                                                                            | 50 м вільним стилем              | 26.33             | 50                | Завершила виступ | Завершила виступ | Завершила виступ | Завершила виступ |
| Бріндіс Хансен                                                                            | 100 м вільним стилем             | 56.87             | 45                | Завершила виступ | Завершила виступ | Завершила виступ | Завершила виступ |
| Храфнхільдур Лютерсдоттір                                                                 | 50 м брасом                      | 30.90             | =12 Q             | 30.90            | 7 Q              | 31.12            | 7                |
| Храфнхільдур Лютерсдоттір                                                                 | 100 м брасом                     | 1:06.87 NR        | 6 Q               | 1:07.11          | 8 Q              | 1:07.10          | 6                |
| Храфнхільдур Лютерсдоттір                                                                 | 200 м брасом                     | 2:23.54           | 3 Q               | 2:23.06          | =8               | Завершила виступ | Завершила виступ |
| Храфнхільдур Лютерсдоттір                                                                 | 200 м комплексом                 | 2:14.12           | 20                | Завершила виступ | Завершила виступ | Завершила виступ | Завершила виступ |
| Ейглоу Оуск Густафсдоуттір Йоханна Густафсдоттір Бріндіс Хансен Храфнхільдур Лютерсдоттір | естафета 4x100 метрів комплексом | 4:04.43           | =18               | Н/Д              | Н/Д              | Завершила виступ | Завершила виступ |